# Dr. Pozzi at Home
Dr. Pozzi at Home ist ein Porträtgemälde des Malers John Singer Sargent. Das in Öl auf Leinwand gemalte Bild hat eine Höhe von 201,6 cm und eine Breite von 102,2 cm. Dargestellt ist der Chirurg und Gynäkologe Samuel Pozzi. Sargent zeigt ihn in einem auffälligen roten Hausmantel in seiner Wohnung. Vorbilder für diese lebensgroße Darstellung eines Mannes finden sich bei verschiedenen Malern des Barock. Das Bildnis gehört zum Frühwerk des Malers, der im weiteren Verlauf seiner Karriere zu den gefragtesten Porträtisten seiner Zeit gehörte. Das Gemälde ist Teil der Sammlung des Hammer Museums in Los Angeles.

## Bildbeschreibung
Das Bild zeigt den 35-jährigen Samuel Pozzi in Lebensgröße. Er steht auf rotem Fußboden vor einem undefinierten Hintergrund, der durch verschiedene dunkle Rottöne charakterisiert wird. Auf der linken Bildseite findet sich ein schwerer Vorhang, der mit einer Kordel zur Seite gebunden ist. Wie der Bildtitel verrät, posiert der Arzt „at Home“, also in seiner eigenen Wohnung. Er steht dem Bildbetrachter frontal gegenüber; der Kopf ist leicht zur linken Seite gedreht. Mit weit geöffneten Augen scheint er einen Punkt außerhalb des rechten Bildrandes zu fixieren. Sein Gesicht mit der freiliegenden Stirn hat einen hellen rosigen Teint. Im Kontrast dazu stehen der gepflegte dunkle Vollbart und das nach hinten gekämmte Kopfhaar. Pozzi trägt einen bodenlangen scharlachroten Hausmantel, unter dem sein rechter Pantoffel hervorschaut, dessen üppige Brokatstickerei einen bunten Farbakzent ergibt. Am Halsausschnitt und an den Ärmeln schaut ein plissiertes weißes Hemd hervor. Besonders auffällig sind die feingliedrigen Hände mit den schmalen langen Fingern. Die rechte Hand liegt vor der Brust. Deren Zeigefinger und Daumen greifen zum Verschluss am Kragen, die anderen Finger sind ausgestreckt. Der linke Arm ist zur Hüfte angewinkelt. Zwei Finger der linker Hand verhaken sich in eine Schnur, die um die Hüfte des Mantels gebunden ist. Die anderen zwei Finger reichen gespreizt nach unten. Die dünne Schnur des Mantels wiederholt thematisch die Kordel am Vorhang des Hintergrunds. Sargents Malweise ist durch breite und schnelle Pinselstriche geprägt, sodass eine lebendige Darstellung gelingt. Vorherrschend sind die variantenreich eingesetzten Rottöne. Aus unbekannter Lichtquelle fällt das Licht von rechts oben auf Pozzi; insbesondere das Gesicht und die Hände werden hell hervorgehoben. Das Gemälde ist in der rechten oberen Ecke signiert und datiert mit „John S. Sargent 1881“.
Die Autorin Sally Metzler hat angemerkt, Pozzis Erscheinung im Gemälde wirke sowohl elegant wie ungezwungen. Sie vermutete, er bereitete sich gerade auf einen Abend vor oder sei vielleicht von einer Verabredung zurückgekommen. Für die Kunsthistorikerin Elaine Kilmurray unterstreicht die Komposition Pozzis Rolle als Genießer und Schöngeist. Zudem würde seine Sinnlichkeit durch die feinen Chirurgenhände unterstrichen. Auch für ihre Kollegin Leslie Cozzi sind die feingliedrigen Hände ein Hinweis auf Pozzis Beruf als Gynäkologe. Sie verweist jedoch auch auf die Thesen der Kunsthistorikerin Alison Syme, die in den fein gemalten Händen ein homoerotisches Verlangen des Malers John Singer Sargent erkennen will. Hierauf verweist ebenso der Kunsthistoriker Jonathan Bikker. Er betont aber auch, dass die sinnliche und intime Darstellung des Arztes in seinem leuchtend roten Hausmantel ein Hinweis auf Pozzis Verführungskünste bei seinen Patientinnen sein könnte. Für den Schriftsteller Julian Barnes „ist alles höchst theatralisch inszeniert: Nicht nur die Pose, auch der malerische Stil hat etwas Großspuriges“.

## Sargents erstes lebensgroßes Porträt eines stehenden Mannes
John Singer Sargent war zwar Bürger der Vereinigten Staaten, lebte jedoch überwiegend in Europa. Seine Ausbildung als Maler hatte er in seiner Geburtsstadt Florenz begonnen, wo ihm die Kunstwerke der Uffizien ebenso vertraut waren, wie die anderen bedeutenden Sammlungen der Stadt. Seit 1874 lebte er in Paris und hatte dort sein Studium bei dem Maler Émile Auguste Carolus-Duran begonnen. Sargent konnte bereits mit seinen frühen Gemälden Erfolg erzielen. So zeigte er 1879 im Salon de Paris das Porträt seines Lehrers Carolus-Duran (Sterling and Francine Clark Art Institute, Williamstown) und erhielt hierfür eine Ehrenmedaille (Médaille d’honneur). Bereits in diesem frühen Bild gelang Sargent durch die in Szene gesetzte dynamische Pose des Porträtierten eine besonders lebendige Darstellung. 1879–1880 unternahm Sargent Studienreisen in die Niederlande und nach Spanien. In den Salons von 1880 und 1881 war Sargent erneut erfolgreich. So zeigte er 1880 das Orientmotiv Fumée d’Ambre Gris (Sterling and Francine Clark Art Institute) sowie das Ganzkörperporträt Madame Édouard Pailleron (National Gallery of Art, Washington D.C.), 1881 folgte das Bildnis Madame Ramon Subercaseaux (Privatsammlung), für das er eine Medaille zweiter Klasse erhielt. Damit verbunden war die Berechtigung, zukünftig ohne gesonderte Juryzulassung im Salon ausstellen zu können. Nach diesen Erfolgen lernte er im Sommer 1881 durch Carolus-Duran den Arzt Samuel Pozzi kennen. Sargent war zu dieser Zeit 25 Jahre alt und stand am Beginn seiner Karriere; Pozzi war zehn Jahre älter und bereits Professor an der Universität von Paris. Scheinbar entwickelte sich in kurzer Zeit ein gutes Verhältnis zwischen dem jungen Maler und Pozzi, da dieser zusammen mit Carolus-Duran für Sargent den Mitgliedsbeitrag in der Künstlervereinigung Le Circle de l’Union Artistique (genannt Le Militrons) bezahlte. Pozzi erhielt wenig später den Auftrag von Pozzi, dessen Porträt zu malen. Im August 1881 kam Sargent regelmäßig in Pozzis Wohnung an der vornehmen Place Vendôme, wo dieser seit dem Vorjahr mit seiner Frau lebte. Sargents Freund James Carroll Beckwith berichtet in seinem Tagebucheintrag vom 8. September 1881 wie er in Pozzis Wohnung das Bildnis Dr. Pozzi at Home bewunderte, das zu diesem Zeitpunkt weitestgehend vollendet gewesen sein muss.

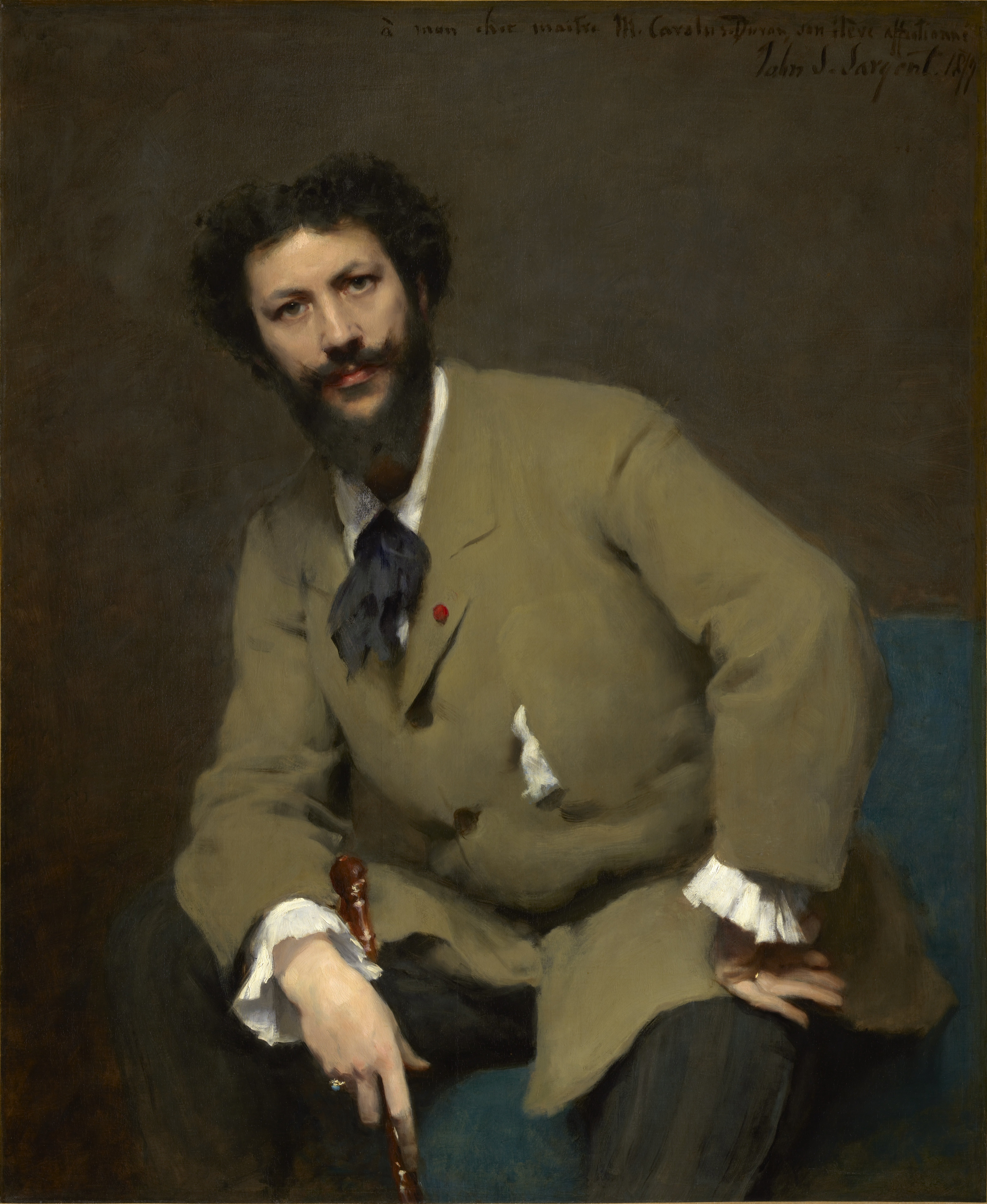
John Singer Sargent: Carolus-Duran 1879
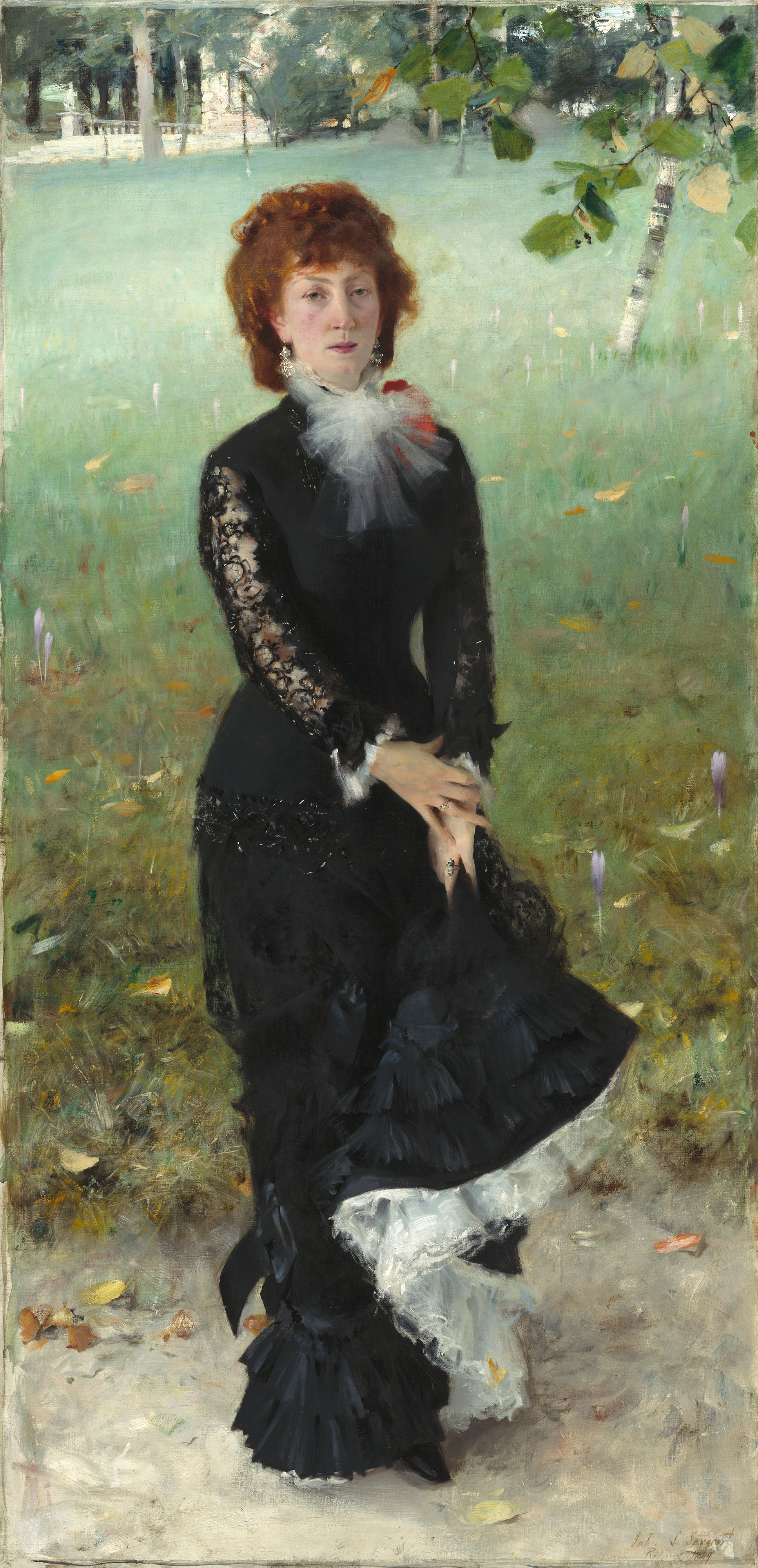
John Singer Sargent: Madame Édouard Pailleron 1879
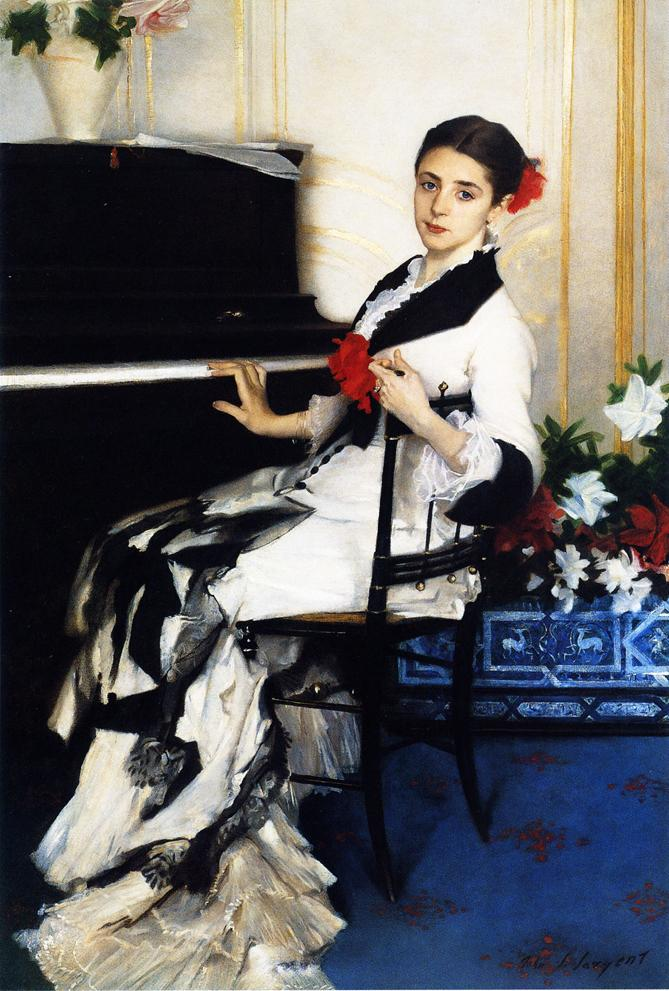
John Singer Sargent: Madame Ramon Subercaseaux 1880

Dr. Pozzi at Home war Sargents erstes lebensgroßes Porträt eines stehenden Mannes. Die inszenierte Gestik des Dargestellten erinnert eher an Werke des Barock, denn an die lockeren Posen in den Bildnissen seiner impressionistischen Zeitgenossen. Für den Kunsthistoriker Trevor J. Fairbrother unterstreicht das Bild Sargents sinnliches Naturell und Pozzis Vorliebe für das Posieren. Seiner Meinung nach ist Pozzis theatralische Darstellung eher für die glamouröse Berühmtheit eines Künstlers angemessen und es sei rätselhaft, wie Sargent einen angesehenen Arzt dazu brachte, in einem Porträt, das für eine öffentliche Ausstellung bestimmt ist, so intim zu sein. Die Rottöne des Hausmantels erinnerten ihn an die scharlachroten Kleider der Kardinale. Ähnlich äußerte sich die Literaturkritikerin Sigrid Löffler, für die Pozzi „eher die herrscherliche Pose des berühmten Porträts von Kardinal Richelieu in seiner roten Prunkrobe zitiert als die Häuslichkeit eines bürgerlichen Pariser Arztes der vorletzten Jahrhundertwende aufzurufen.“ Gemeint ist hier das im Pariser Louvre befindliche Bildnis Kardinal Richelieu von Philippe de Champaigne. Das Gemälde ist auch für Elaine Kilmurray eines der möglichen Vorbilder für Sargents Dr. Pozzi at Home. Sie sieht in Sargents Bildnis eines weltlichen Mannes eine quasi-kirchliche Aufmachung. Als weitere Vorbilder kommen für Kilmurray Werke von Anthonis van Dyck und Diego Velázquez in Betracht, deren Behandlung von Form und Licht er nicht zuletzt auf seinen Studienreisen im Original studieren konnte. Bereits 1887 hatte der Schriftsteller Henry James auf die Verwandtschaft von Dr. Pozzi at Home mit Werken van Dycks hingewiesen. Kilmurray nennt Van Dycks Kardinal Guido Bentivoglio (Palazzo Pitti, Florenz) als ein mögliches Vorbild, ein Bild das Sargent seit seiner Jugend kannte. Der Kunsthistoriker Marc Simpson unterstrich, das Porträt von Dr. Pozzi würde sowohl beim Farbschema wie bei der Haltung der Hände „Sargents Empfänglichkeit für Van Dyck spiegeln“. Die dominanten Rottöne finden sich zudem in Van Dycks Bildnis Agostino Pallavicini (J. Paul Getty Museum, Los Angeles).
Im Zusammenhang mit Sargents Dr. Pozzi at Home wird im Werk von Velázquez meist auf dessen Bildnis Papst Innozenz X (Galleria Doria Pamphilj, Rom) verwiesen, das Sargent von seinen frühen Italienreisen kannte. Die rote Kleidung des Papstes in Kombination mit rotem Stuhl und rotem Hintergrund zeigen große Übereinstimmungen mit Sargents Rot-in-Rot-Muster auf. Sargent war ein großer Bewunderer der Kunst von Velázquez und hatte im Winter 1879–1880 mehrere seiner Werke im Madrider Prado kopiert. Unter den Arbeiten von Velázquez nennt Trevor J. Fairbrother drei Gemälde, die Einfluss auf Sargents Dr. Pozzi at Home gehabt haben könnten. Sowohl die Figur des griechischen Dichters Äsop wie das Bildnis des Hofnarren Barbarroja zeigen lebensgroße männliche Personen in roter Kleidung. Hinzu kommt das Bildnis der Königin Mariana de Austria, indem ein roter Vorhang auf der linken Seite drappiert ist, ähnlich wie in Sargents Dr. Pozzi at Home. Fairbrother weist zugleich jedoch darauf hin, dass all diese möglichen Vorbilder spekulativ sind und es keine Quellen gibt, die ein direktes Vorbild für Sargents Dr. Pozzi at Home belegen lassen.

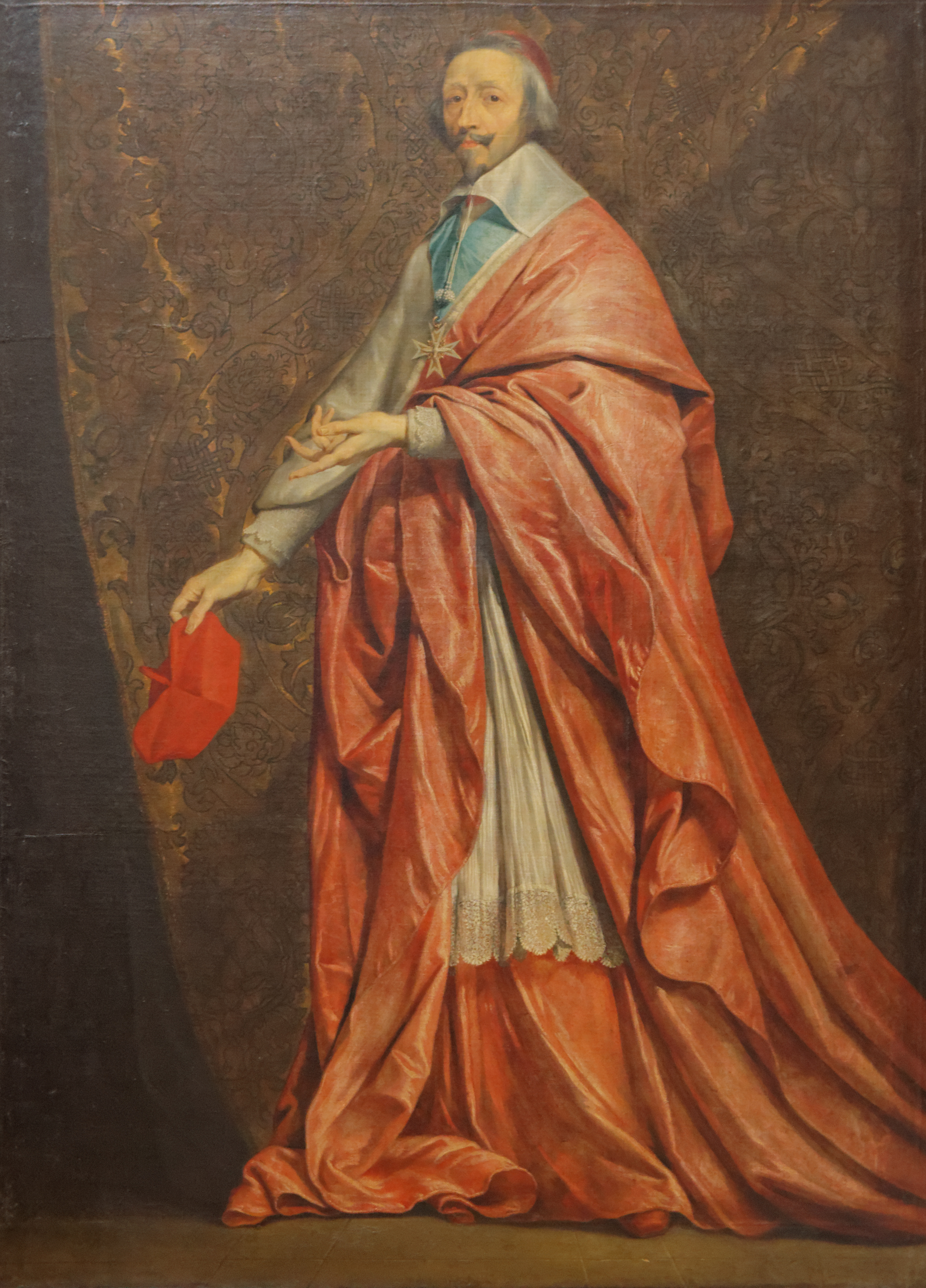
Philippe de Champaigne: Bildnis Kardinal Richelieu, um 1639
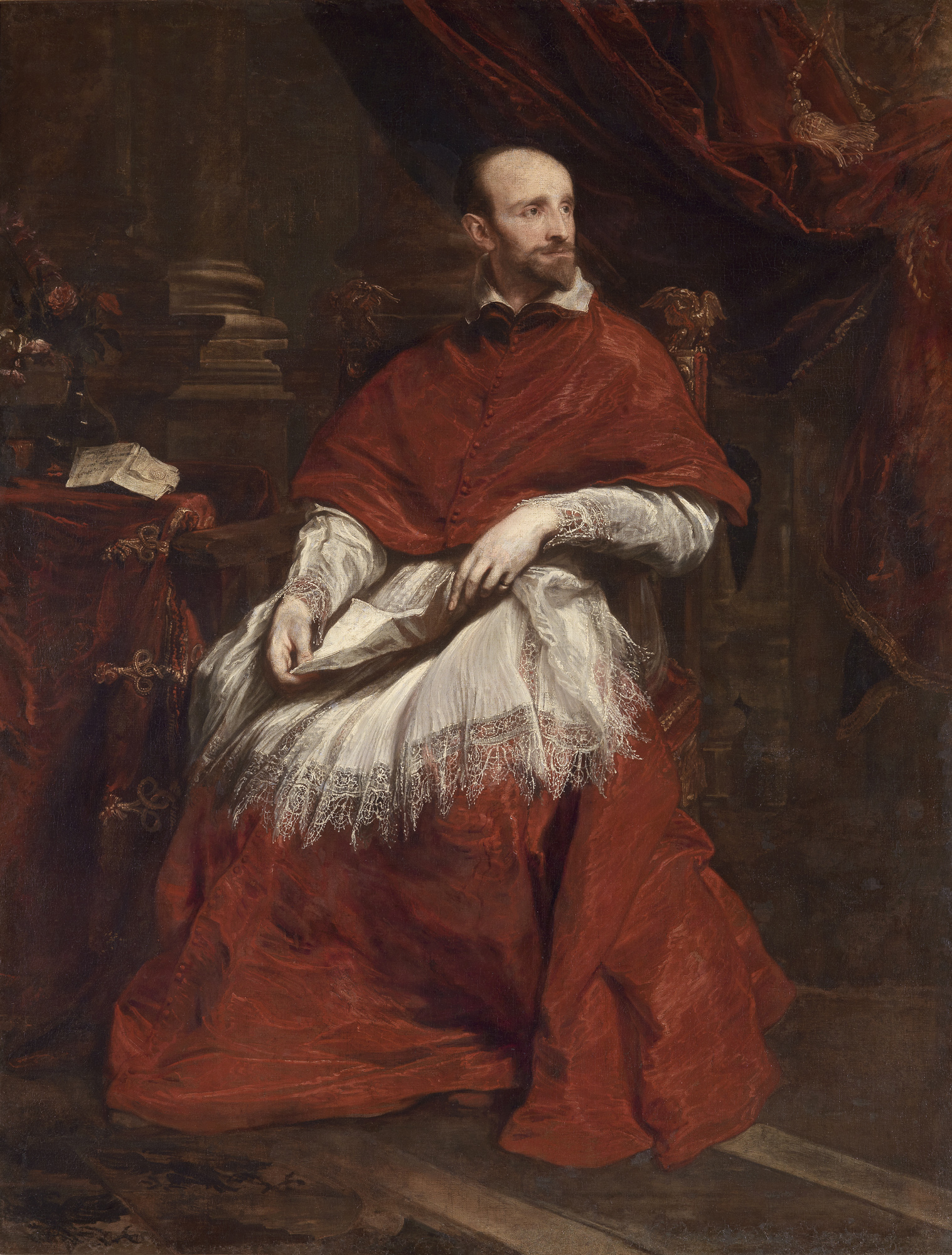
Anthonis van Dyck: Bildnis Kardinal Guido Bentivoglio, 1623
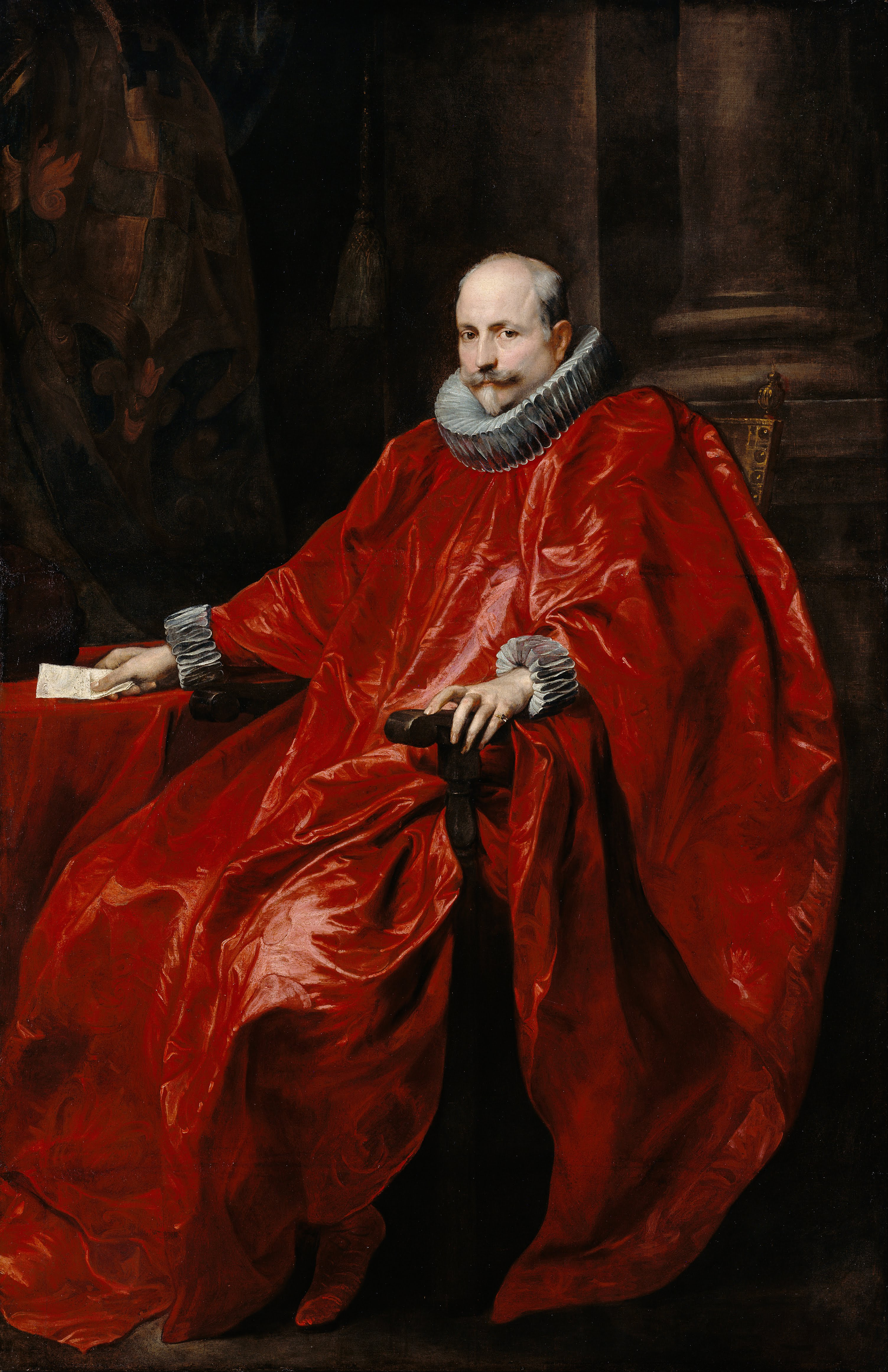
Anthonis van Dyck: Bildnis Agostino Pallavicini, 1621–1623
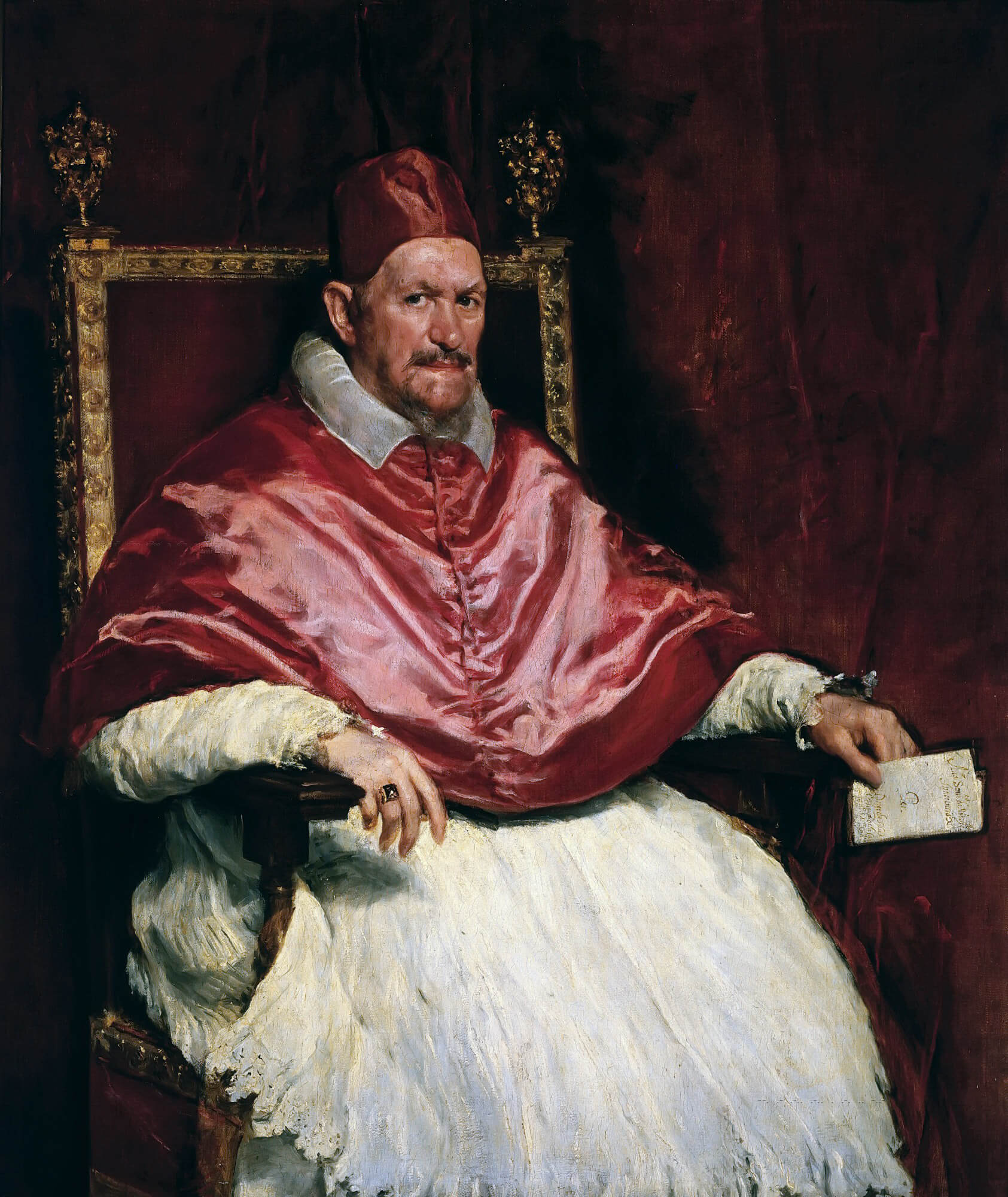
Diego Velázquez: Papst Innozenz X, 1650
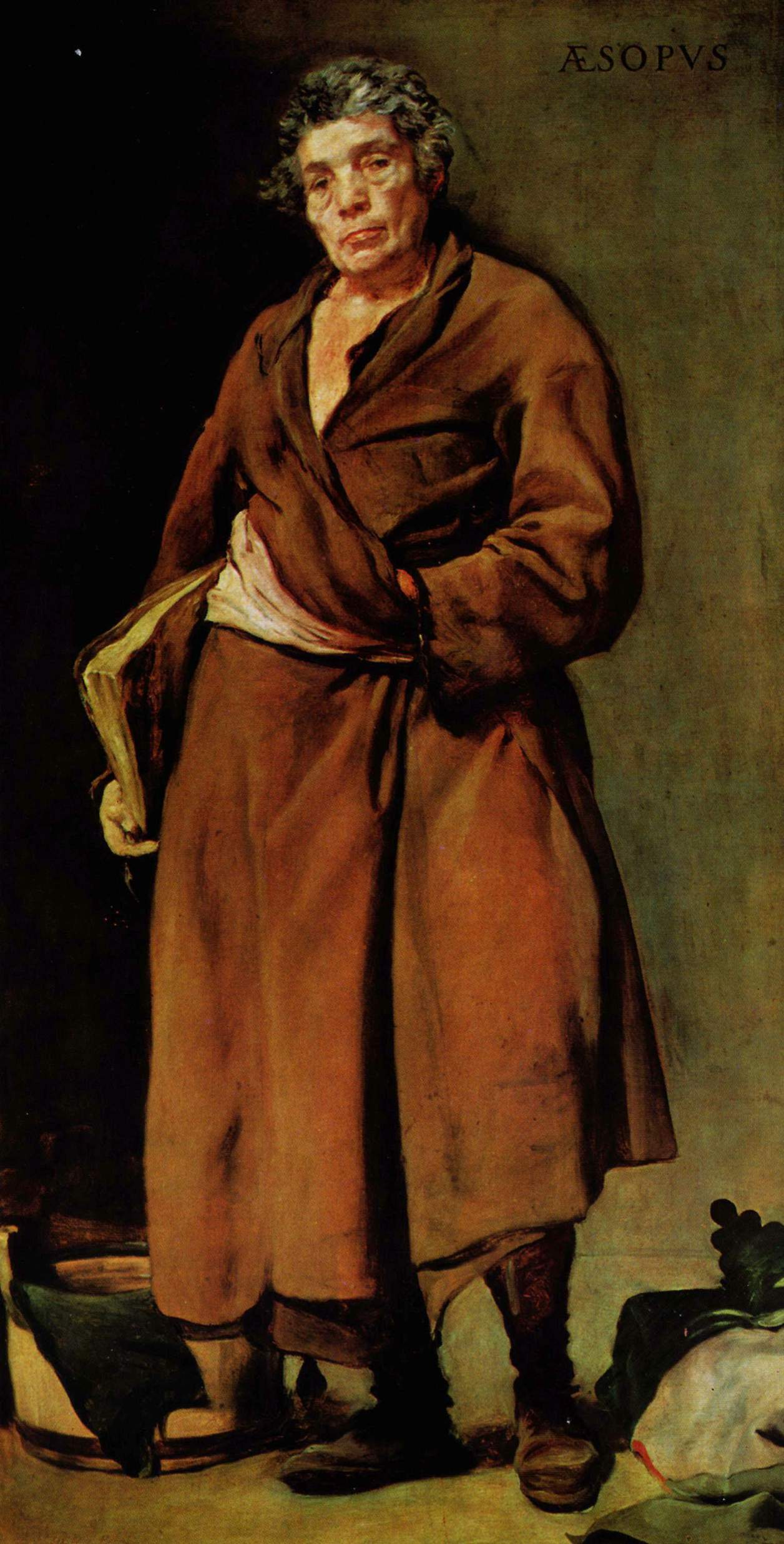
Diego Velázquez: Äsop, um 1638
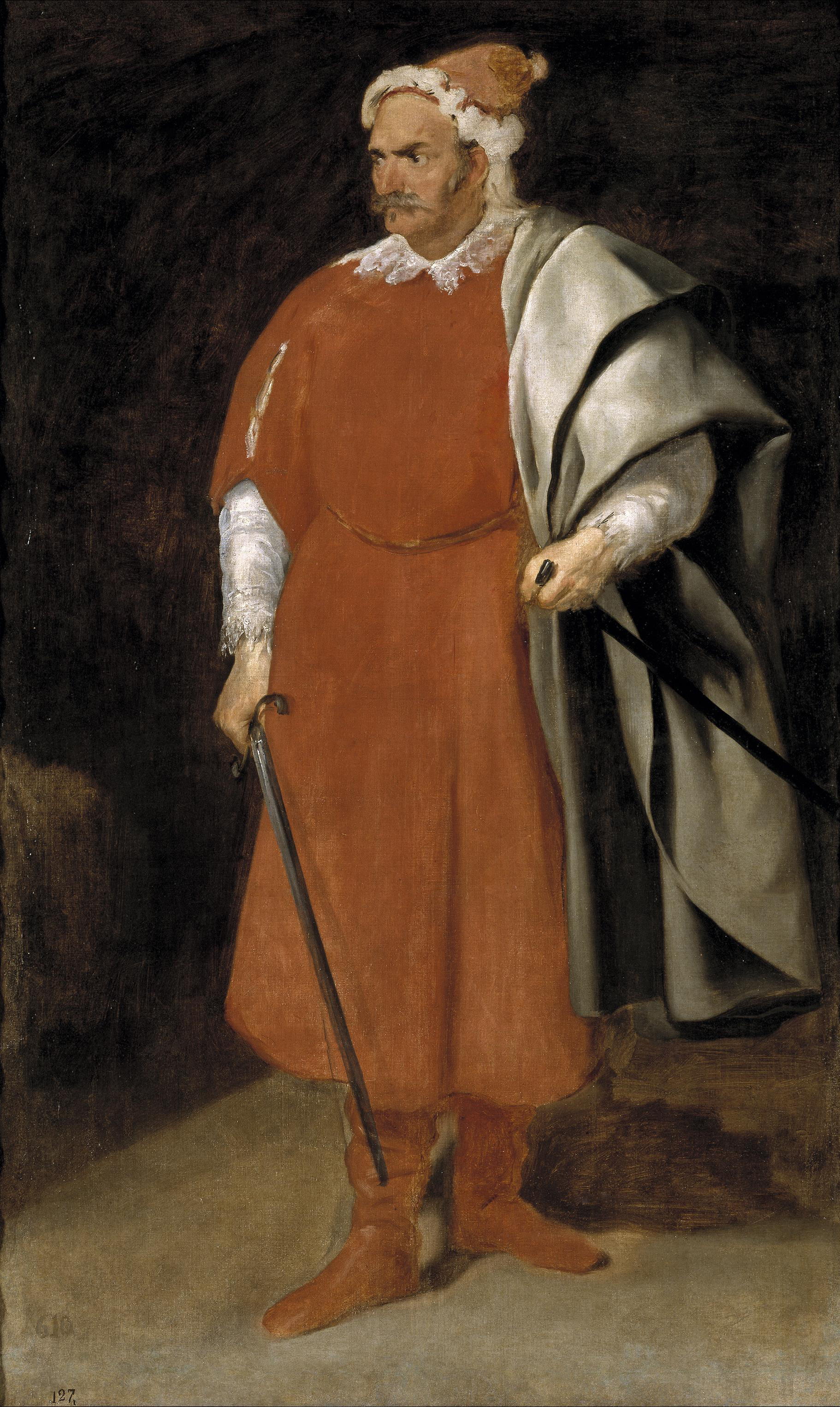
Diego Velázquez: Barbarroja, 1637–1640
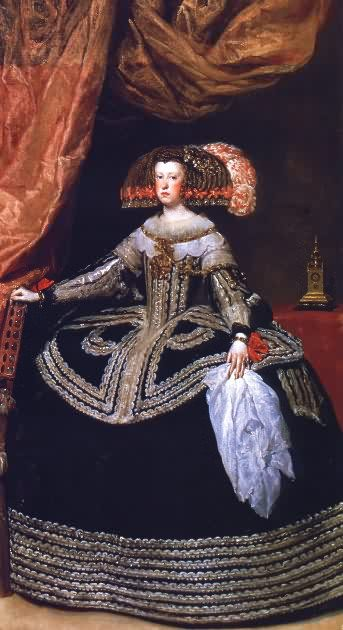
Diego Velázquez: Bildnis der Mariana de Austria, 1652–1653

Nach der Fertigstellung von Dr. Pozzi at Home entschied sich Sargent, das Gemälde nicht in der jährlichen Ausstellung des Salon de Paris im Frühjahr 1882 zu zeigen. Dort stellte er stattdessen das lebensgroße Porträt Dame mit Rose (Metropolitan Museum of Art, New York) und sein nach spanischen Motiven gemaltes Bild El Jaleo (Isabella Stewart Gardner Museum, Boston) aus. Beide Bilder stießen bei den Kritikern auf positive Resonanz. Dr. Pozzi at Home schickte er im selben Jahr stattdessen in die Sommerausstellung der Royal Academy of Arts in London, die über ein gleichwertiges Renommee wie der Pariser Salon verfügte. Während Sargent bis dahin bereits mehrmals im Salon de Paris vertreten war, debütierte er 1882 mit seiner Teilnahme an der Ausstellung der Royal Academy. Möglicherweise versuchte er hierdurch in der Londoner Gesellschaft Aufmerksamkeit und neue Kunden für Porträtaufträge zu erhalten. Die gewünschte Anerkennung blieb jedoch aus und das Bild fand kaum Beachtung. Zu den wenigen bekannten positiven Äußerungen über das Gemälde gehört das Urteil von Violet Paget (alias Vernon Lee). Sie war eine Jugendfreundin von Sargent und hatte das Bild in der Londoner Ausstellung gesehen. Am 16. Juni 1882 schrieb sie an ihre Mutter, in der Ausstellung gebe es „... größtenteils armseliges Zeug, aber Johns rotes Bild, obwohl es nicht so gut ist wie sein Pariser Porträt, großartig, von einer unverschämten Art von Pracht ...“. Mit dem Pariser Porträt war das im Frühjahr dort gezeigte Porträt Dame mit Rose gemeint.
Zwei Jahre später sandte Sargent das Bild Dr. Pozzi at Home nach Brüssel zur Gründungsausstellung der Künstlervereinigung Les XX, wo es unterschiedliche Bewertungen fand. Der symbolistische Schriftsteller Émile Verhaeren bemängelte die theatralische Pose des Dargestellten. Für ihn war das Porträt von Pozzi wie ein zu schnell gefülltes Champagnerglas – es habe mehr Schaum als goldenen Wein. Der Kritiker Léon Lequime urteilte, das Bild sei „der Höhepunkt der Dekadenz des Geschmacks“.  Positiv äußerte sich hingegen der Kritiker des Echo de Bruxelles. Für ihn hatte das Gemälde „ein unvergleichliche Ausführung, die große handwerkliche Qualitäten bietet.“
Nach Dr. Pozzi at Home von 1881 dauerte es neun Jahre, bis Sargent erneut ein lebensgroßes Porträt eines stehenden Mannes malte. 1890 schuf er das Porträt des amerikanischen Schauspielers Edwin Booth (Amon Carter Museum of American Art, Fort Worth), das insgesamt konventioneller gehalten ist als das Porträt des Dr. Pozzi. Ähnlichkeiten finden sich bei der Darstellung der Hände, die sich auf Hüfthöhe in den Taschen der Hose verhaken und beim roten Hintergrund, der an Stelle des roten Vorhangs nunmehr einen offenen Kamin zeigt. Es folgten eine Reihe weiterer stehender männlicher Porträts in Lebensgröße. 1894 entstand das Bildnis des englischen Malers W. Graham Robertson (Tate Britain, London). Er trägt wie Dr. Pozzi einen langen Mantel und hat in ähnlicher Weise eine Hand in die Hüfte gestemmt. Der pelzbesetzte Mantel ist jedoch kein Hausmantel, sondern ein Mantel für Draußen, worauf auch der Spazierstock in der linken Hand hinweist. Obwohl das Porträt von Robertson einen Schauspieler zeigt, verzichtet es mit seiner zurückgenommenen Farbgebung auf die theatralische Darstellung wie sie beim Porträt von Dr. Pozzi zu finden ist. Ein Jahr später malte Sargent das Porträt des Landschaftsarchitekten Frederick Law Olmsted (Biltmore Estate, Asheville), das ihn – für seinen Beruf passend – inmitten einer üppigen Vegetation zeigt. Charakteristische Vertreter der britischen Oberschicht sind die beiden 1902 entstanden Porträts von William Marshall Cazalet (Privatsammlung) und Lord Ribblesdale (National Gallery, London). Lieutenant Cazalet wird von Sargent neben einem Pferd beim Jagdausflug gezeigt, wobei die rote Jacke zur typisch Kleidung gehört und nichts von der theatralische Aufmachung bei Dr. Pozzi hat. Der Politiker Lord Ribblesdale trägt die für einen Ausritt üblich Kleidung. Sargent zeigt ihn mit direkten Blick zum Betrachter als selbstbewusste Persönlichkeit ohne übertriebe Geste. Zwei weitere Politikergemälde sind das 1904 entstandene Porträt des Kolonialbeamten Frank Swettenham und das 1908 gemalte Bildnis des vormaligen Premierministers Arthur Balfour (beide National Portrait Gallery, London). Swettenham erscheint in strahlend weißer Uniform in ähnlich roter Umgebung wie sie im Gemälde Dr. Pozzi at Home zu finden ist. Im Gegensatz dazu ist die Darstellung des an eine Wand gelehnten Balfour zurückhaltend. Die zahlreichen Porträtaufträge aus der britischen Oberschicht zeigen, wie gut sich Sargent als Maler im Vereinigten Königreich etablieren konnte, auch wenn sein Debüt 1882 mit Dr. Pozzi at Home in der Royal Academy misslang.

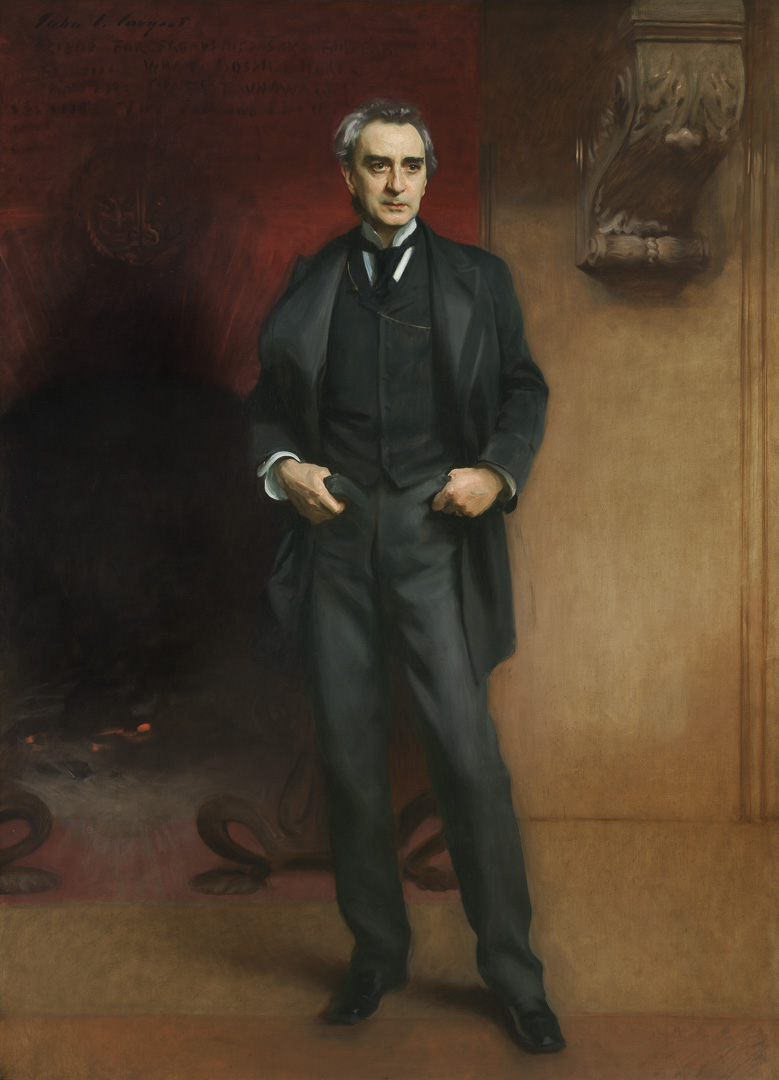
John Singer Sargent: Edwin Booth 1890
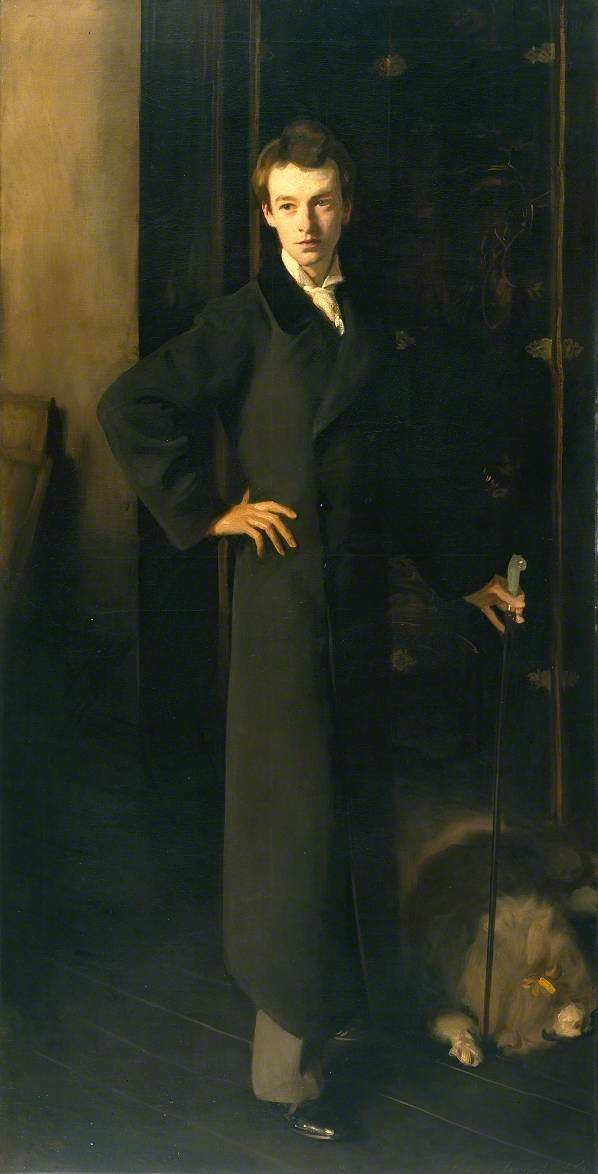
John Singer Sargent: W. Graham Robertson 1894
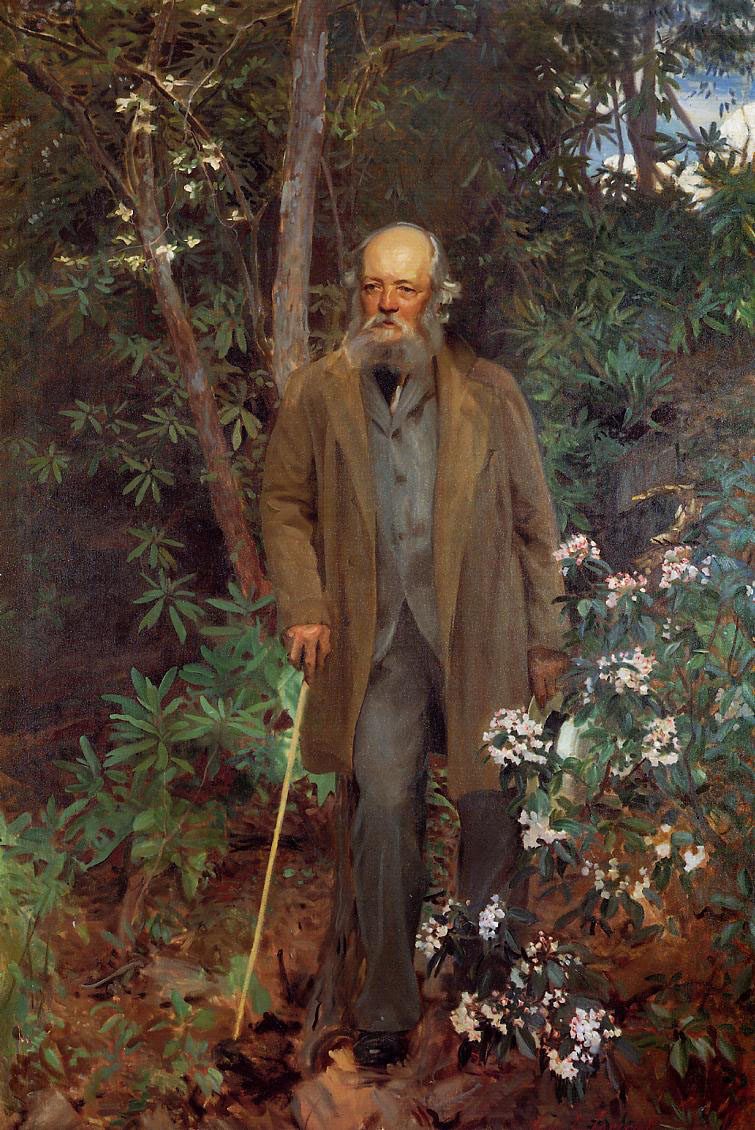
John Singer Sargent: Frederick Law Olmsted 1895
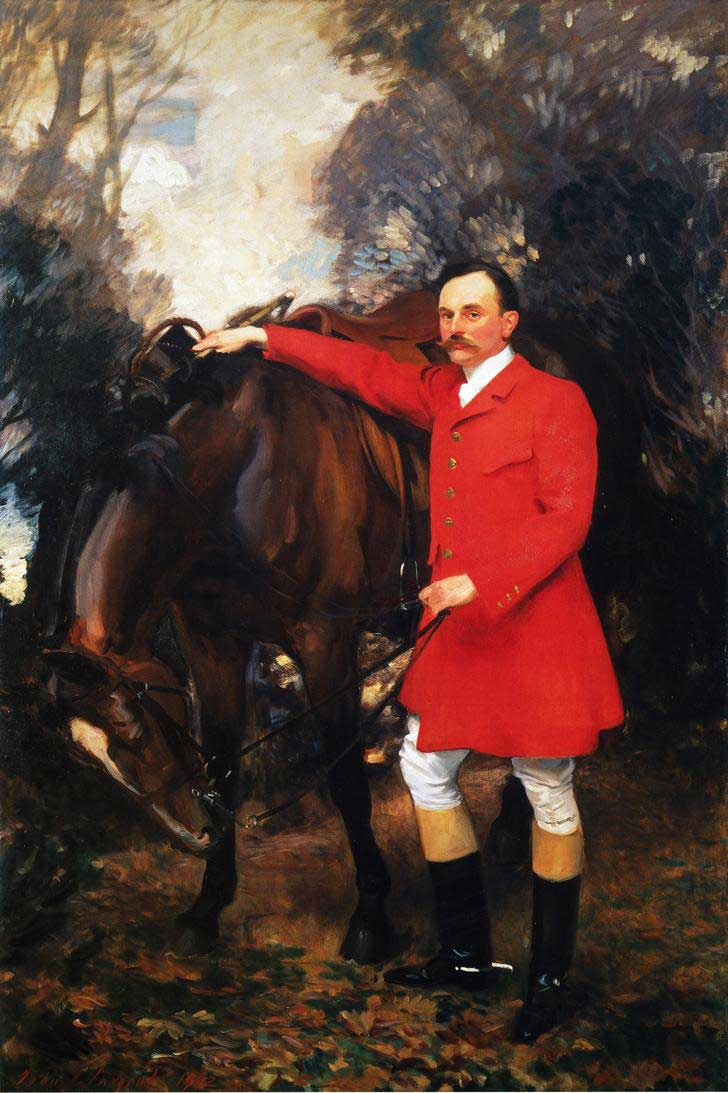
John Singer Sargent: William Marshall Cazalet 1902
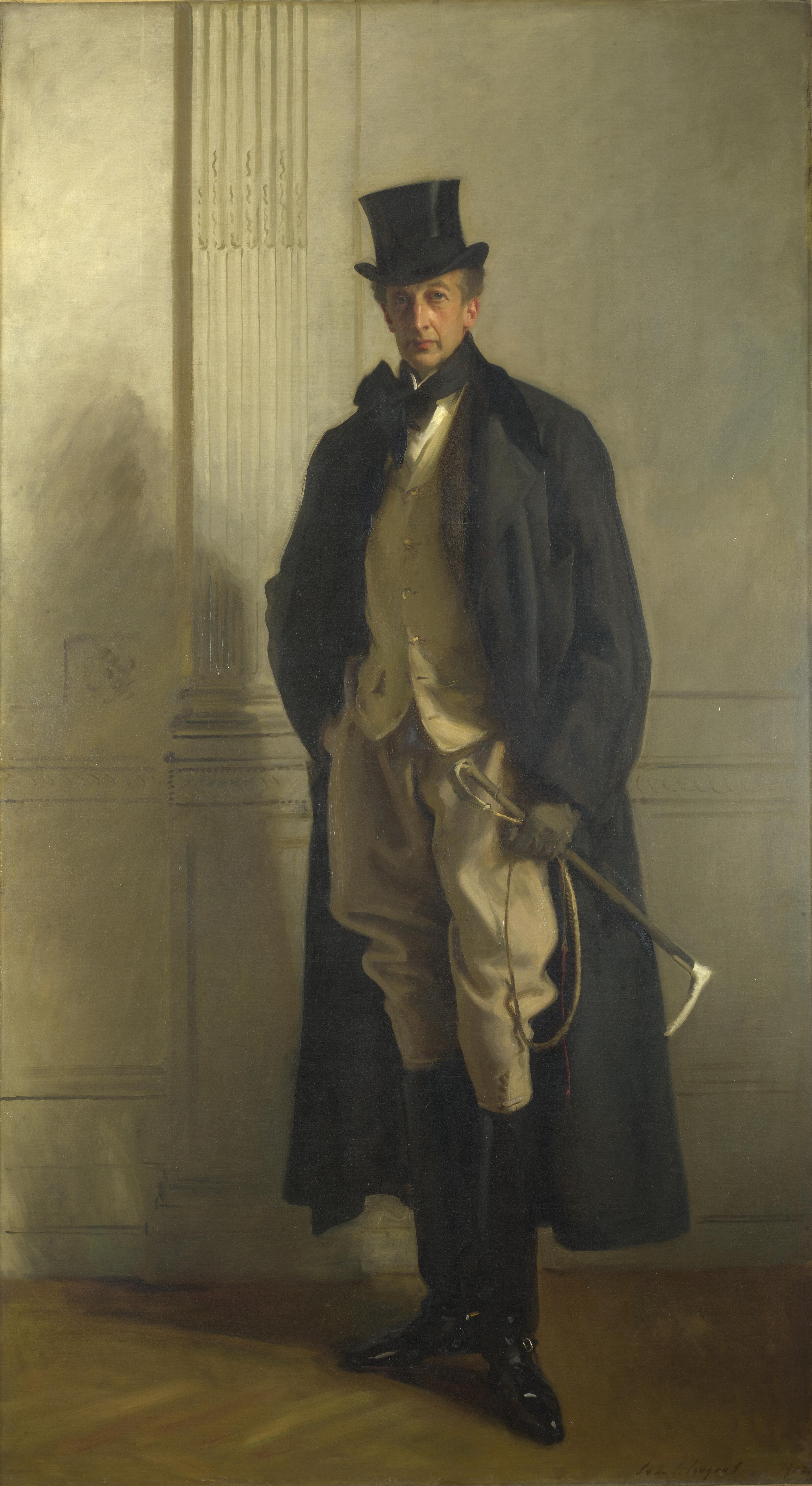
John Singer Sargent: Lord Ribblesdale 1902
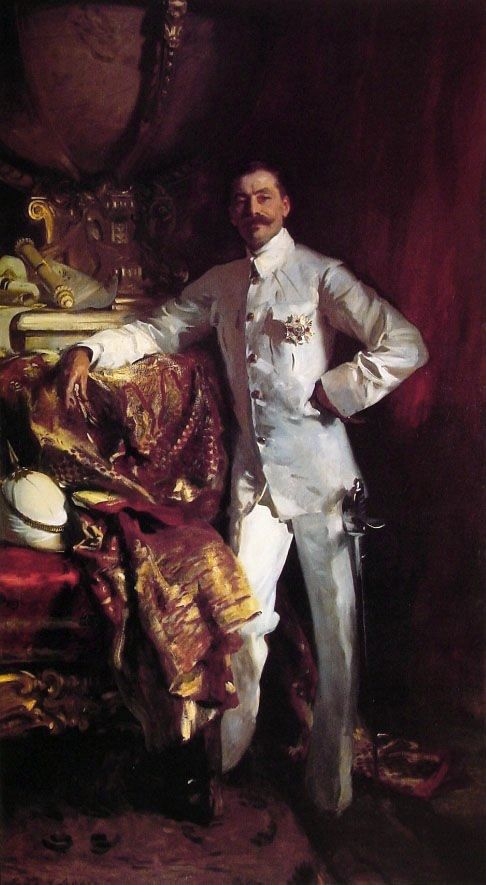
John Singer Sargent: Sir Frank Swettenham 1904
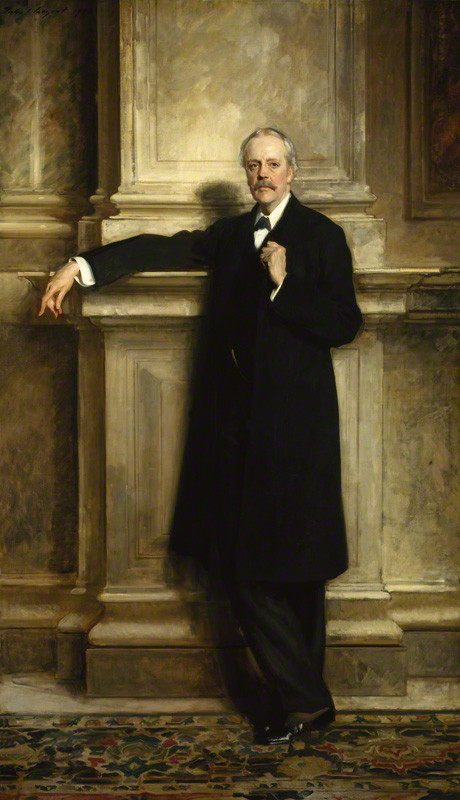
John Singer Sargent: Arthur Balfour 1908

## Rezeption
Sargents Dr. Pozzi at Home befand sich mehr als 100 Jahre in Privatbesitz und wurde in dieser Zeit nur selten ausgestellt. Ein Einfluss des Bildes auf das Schaffen anderer Maler ist nicht bekannt. Als das Gemälde 2015 in einer Sargent-Ausstellung in der National Portrait Gallery in London gezeigt wurde, sah es der britische Schriftsteller Julian Barnes, den das lebensgroße Porträt faszinierte. Er recherchierte ausgiebig zum Leben des dargestellten Samuel Pozzi und verfasste über ihn eine essayhafte Biografie, die 2019 als Man in the red coat erschien (deutsche Übersetzung Der Mann im roten Rock veröffentlicht 2021). Das Buch nimmt Bezug auf das Gemälde Dr. Pozzi at Home und beschreibt neben der Vita des Porträtierten zugleich das kulturelle, politische und gesellschaftliche Leben der Belle Époque in Paris und darüber hinaus.

## Provenienz

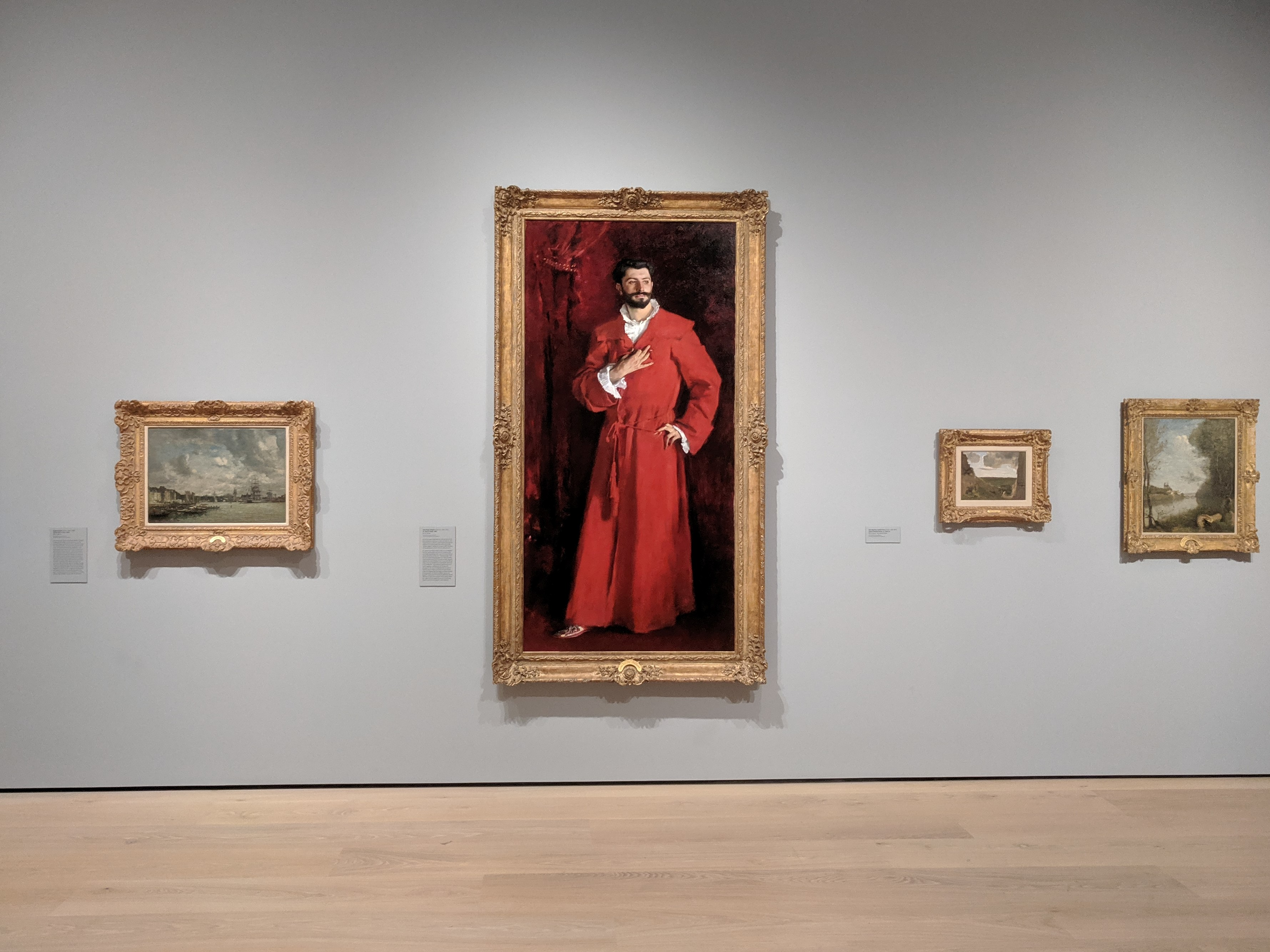
Sargents Dr. Pozzi at Home im Ausstellungssaal des Hammer Museums

Der dargestellte Samuel Pozzi besaß eine umfangreiche Kunstsammlung, zu deren herausragenden Stücken Sargents Porträt Dr. Pozzi at Home gehörte. Nach seinem Tod 1918 ließen die Erben die Sammlung, zu der unter anderem weitere Werke von Sargent gehörten, in mehreren Auktionen versteigern. Als das Porträt Dr. Pozzi at Home 1919 in der Pariser Galerie von Georges Petit zur Auktion kam, ersteigerte der Diplomat Jean Pozzi, ein Sohn des Dargestellten, das Gemälde. Das Bildnis blieb weiterhin in Familienbesitz, bis es am 4. Dezember 1970 bei der Versteigerung des Pozzi-Nachlasses im Pariser Palais Galliera an den Unternehmer und Kunstsammler Armand Hammer verkauft wurde. 1990 begründete Hammer wenige Wochen vor seinem Tod das Armand Hammer Museum of Art and Cultural Center, zu dessen Sammlung das Gemälde Dr. Pozzi at Home seitdem gehört.

## Einzelbelege
1. ↑  Sargent (John-Sauveur), Portrait du docteur Pozzi. Bildbeschreibung. In: Galerie Georges Petit: Collection S. Pozzi, première partie, objets d’art et d’ameublemet, tablaux – dessins. 1919, S. 16, Nr. 22.
2. ↑  Sally Metzler: Dr. Pozzi at home: gynecologist, soldier, socialite. 2017.
3. ↑  Elaine Kilmurray: Dr. Pozzi at Home. In: Richard Ormond, Elaine Kilmurray: Sargent: portraits of artists and friends. 2015, S. 55.
4. ↑  Im Original „elegant“ und „informality“ in Sally Metzler: Dr. Pozzi at home: gynecologist, soldier, socialite. 2017.
5. ↑  Sally Metzler: Dr. Pozzi at home: gynecologist, soldier, socialite. 2017.
6. ↑  Elaine Kilmurray: Dr. Pozzi at Home. In: Richard Ormond, Elaine Kilmurray: Sargent: portraits of artists and friends. 2015, S. 55: Originalzitat: „The compostion reflects Pozzi’s reputation as both a sensualist and an aesthete.“
7. ↑  Elaine Kilmurray: Dr. Pozzi at Home. In: Richard Ormond, Elaine Kilmurray: Sargent: portraits of artists and friends. 2015, S. 55: Originalzitat: „... the fleshliness is offset by the refinement of his finely drawn surgeon’s hands ...“
8. ↑  Leslie Cozzi: Dr. Pozzi Comes Home. 2014.
9. ↑  Jonathan Bikker: High society: life-size, standing and at full-length. 2018, S. 113.
10. ↑  Leslie Cozzi: Dr. Pozzi Comes Home. 2014.
11. ↑  Julian Barnes: Der Mann im roten Rock. 2021, S. 9.
12. ↑  Richard Ormond, Elaine Kilmurray: Sargent: portraits of artists and friends. S. 32.
13. ↑  „a special vitality in a dynamic pose“ in Los Angeles County Museum of Art: The Armand Hammer Collection. Nr. 53.
14. ↑  Trevor J. Fairbrother: John Singer Sargent: Dr. Pozzi at Home. In: Gary Tinterow, Geneviève Lacambre: Manet, Velázquez : the French taste for Spanish painting. 2003, S. 531.
15. ↑  Richard Ormond, Elaine Kilmurray: Sargent: portraits of artists and friends. S. 52.
16. ↑  Caroline de Costa, Francesca Miller: The Diva and doctor god, letters from Sarah Bernhardt to doctor Samuel Pozzi. 2011, S. 116.
17. ↑  Elaine Kilmurray: Dr. Pozzi at Home in Richard Ormond, Elaine Kilmurray: Sargent: portraits of artists and friends. 2015, S. 55.
18. ↑  Trevor J. Fairbrother: John Singer Sargent: The Sensualist. 2000, S. 71.
19. ↑  Richard Ormond, Elaine Kilmurray: John Singer Sargent: complete paintings, The early portraits. 1998. Ohne Seitenangabe, Chronology XIV.
20. ↑  Trevor J. Fairbrother: John Singer Sargent: The Sensualist. 2000, S. 72.
21. ↑  Das Tagebuch gehört zu den Beckwith Papers in der National Academy, zitiert aus Richard Ormond, Elaine Kilmurray: John Singer Sargent: complete paintings, The early portraits. 1998, S. 54.
22. ↑  Marc Simpson: Uncanny spectacle, the public career of the young John Singer Sargent. 1997, S. 27.
23. ↑  Los Angeles County Museum of Art: The Armand Hammer Collection. Nr. 53.
24. ↑  Trevor J. Fairbrother: John Singer Sargent: The Sensualist. 2000, S. 71: Originalzitat „sensual temperament“
25. ↑  Trevor J. Fairbrother: John Singer Sargent: The Sensualist. 2000, S. 72.
26. ↑  Trevor J. Fairbrother: John Singer Sargent: The Sensualist. 2000, S. 72.
27. ↑  Sigrid Löffler: Julian Barnes: „Der Mann im roten Rock“ - Wimmelbild der Belle Époque. Buchkritik in Studio 9 - Der Tag mit ... im Deutschlandfunk vom 12. Januar 2021.
28. ↑  Elaine Kilmurray: Dr. Pozzi at Home in Richard Ormond, Elaine Kilmurray: Sargent: portraits of artists and friends. 2015, S. 55.
29. ↑  Elaine Kilmurray: Dr. Pozzi at Home in Richard Ormond, Elaine Kilmurray: Sargent: portraits of artists and friends. 2015, S. 55.
30. ↑  Los Angeles County Museum of Art: The Armand Hammer Collection. Nr. 53.
31. ↑  Henry James: John S. Sargent. In: Harper’s Monthly Magazine. (New York) Oktober 1887.
32. ↑  Elaine Kilmurray: Dr. Pozzi at Home in Richard Ormond, Elaine Kilmurray: Sargent: portraits of artists and friends. 2015, S. 55.
33. ↑  Marc Simpson: Uncanny spectacle, the public career of the young John Singer Sargent. 1997, S. 27.
34. ↑  reflects Sargent’s susceptibility to Van Dyck. In: Marc Simpson: Uncanny spectacle, the public career of the young John Singer Sargent. 1997, S. 27.
35. ↑  „the dominant reds“ in Marc Simpson: Uncanny spectacle, the public career of the young John Singer Sargent. 1997, S. 116.
36. ↑  Elaine Kilmurray: Dr. Pozzi at Home. In: Richard Ormond, Elaine Kilmurray: Sargent: portraits of artists and friends. 2015, S. 55.
37. ↑  H. Barbara Weinberg: American Artists’s Taste for Spanish Painting. In: Gary Tinterow, Geneviève Lacambre: Manet, Velázquez : the French taste for Spanish painting. 2003, S. 305.
38. ↑  Trevor J. Fairbrother: John Singer Sargent: Dr. Pozzi at Home. In: Gary Tinterow, Geneviève Lacambre: Manet, Velázquez : the French taste for Spanish painting. 2003, S. 531.
39. ↑  Marc Simpson: Uncanny spectacle, the public career of the young John Singer Sargent. 1997, S. 27.
40. ↑  Trevor J. Fairbrother: John Singer Sargent: Dr. Pozzi at Home. In: Gary Tinterow, Geneviève Lacambre: Manet, Velázquez : the French taste for Spanish painting. 2003, S. 532.
41. ↑  Trevor J. Fairbrother: John Singer Sargent: Dr. Pozzi at Home. In: Gary Tinterow, Geneviève Lacambre: Manet, Velázquez : the French taste for Spanish painting. 2003, S. 531.
42. ↑  H. Barbara Weinberg: American Artists’s Taste for Spanish Painting. In: Gary Tinterow, Geneviève Lacambre: Manet, Velázquez : the French taste for Spanish painting. 2003, S. 299.
43. ↑  Marc Simpson: Uncanny spectacle, the public career of the young John Singer Sargent. 1997, S. 38.
44. ↑  Im Original „poor stuff for the most part, but John’s red picture, tho'less fine than his Paris portrait [Lady with the Rose], magnificent, of an insolent kind of magnificence“, zitiert aus Richard Ormond, Elaine Kilmurray: John Singer Sargent: complete paintings, The early portraits. 1998, S. 54.
45. ↑  Richard Ormond, Elaine Kilmurray: John Singer Sargent: complete paintings, The early portraits. 1998, S. 54.
46. ↑  Die Kritik von Émile Verhaeren erschien in La Libre Revue im Februar 1884, zitiert aus Trevor J. Fairbrother: John Singer Sargent: The Sensualist. 2000, S. 72.
47. ↑  Die Kritik - im Original „C’est le comble de la décadence du goût.“ von Léon Lequime erschien in Le journal de Bruxellles am 14. Februar 1884, zitiert aus Trevor J. Fairbrother: John Singer Sargent: The Sensualist. 2000, S. 72.
48. ↑  Originalzitat „D’une exécution incomparable, offrant de grandes qualités de facture“ in Echo de Bruxelles vom 11. Februar 1884, wiedergegeben in Richard Ormond, Elaine Kilmurray: John Singer Sargent: complete paintings, The early portraits. 1998, S. 54.
49. ↑  Richard Ormond, Elaine Kilmurray: John Singer Sargent: complete paintings, The early portraits. 1998, S. 39.
50. ↑  Richard Ormond, Elaine Kilmurray: John Singer Sargent: complete paintings, Portraits of the 1890s. 2002, S. 19.
51. ↑  Richard Ormond, Elaine Kilmurray: Sargent: portraits of artists and friends. 2015, S. 153.
52. ↑  Richard Ormond, Elaine Kilmurray: John Singer Sargent: complete paintings, Portraits of the 1890s. 2002, S. 101.
53. ↑  Richard Ormond, Elaine Kilmurray: John Singer Sargent: complete paintings, The later portraits. 2003, S. 79–81.
54. ↑  Trevor Fairbrother: John Singer Sargent: The Sensualist. 2000, S. 224.
55. ↑  Peter Funnell: Victorian portraits in the National Portrait Gallery collection. London 1996, ISBN 1-85514-208-2, S. 37.
56. ↑  Aileen Ribeiro, Cally Blackman: A Portrait of Fashion: Six Centuries of Dress at the National Portrait Gallery. London 2015, ISBN 978-1-85514-556-6, S. 24.
57. ↑  Julian Barnes: Der Mann im roten Rock. 2021.
58. ↑  Los Angeles County Museum of Art: The Armand Hammer Collection. Nr. 53.
59. ↑  Caroline de Costa, Francesca Miller: The Diva and doctor god, letters from Sarah Bernhardt to doctor Samuel Pozzi. 2011, S. 21.
60. ↑  Trevor Fairbrother: John Singer Sargent: Dr. Pozzi at Home. In: Gary Tinterow, Geneviève Lacambre: Manet, Velázquez : the French taste for Spanish painting. 2003, S. 531.
61. ↑  Richard Ormond, Elaine Kilmurray: Sargent: portraits of artists and friends